# 等方的と異方的

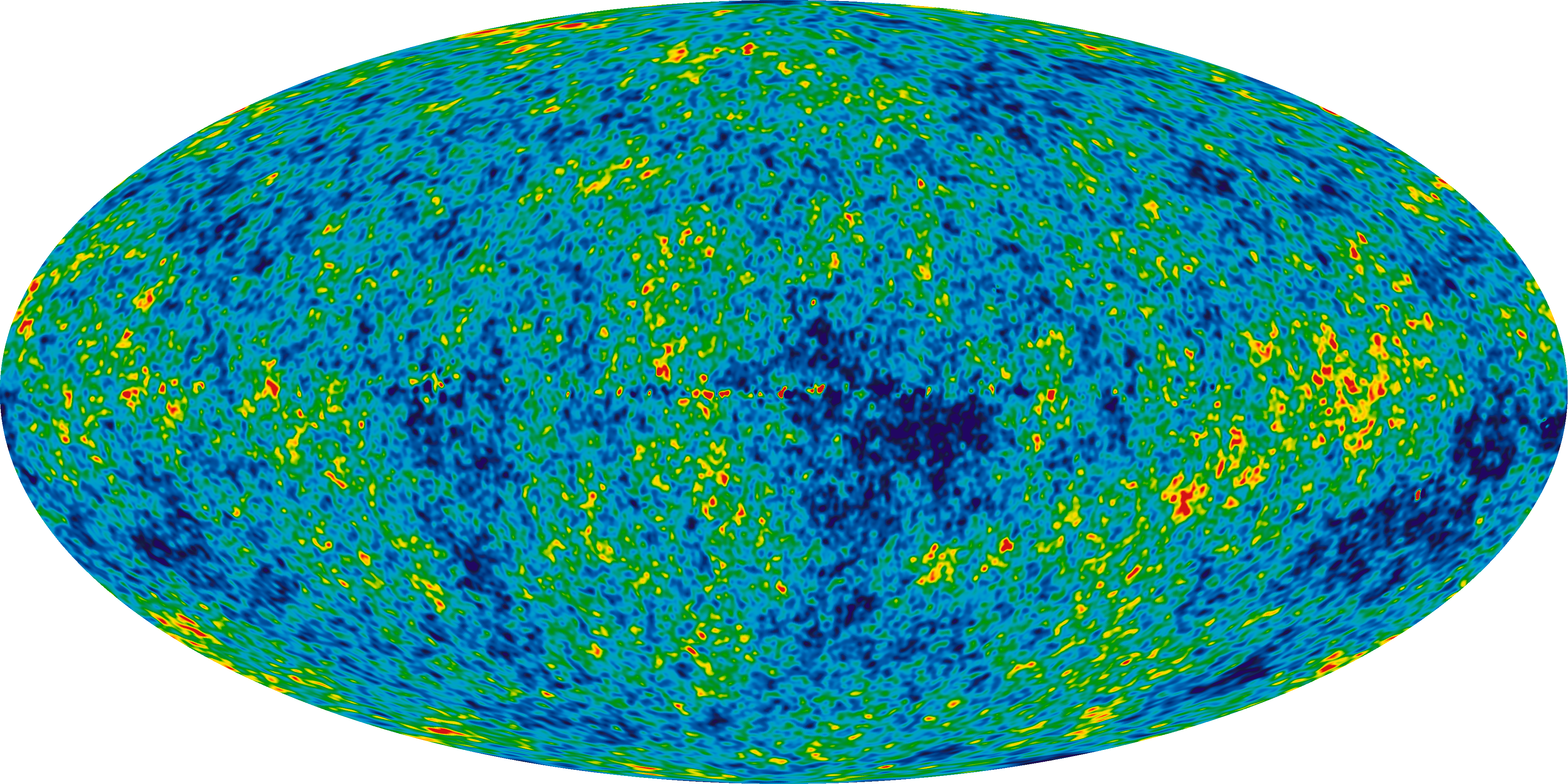
宇宙マイクロ波背景放射は、ほぼ等方的だが、ごくわずかな異方性を有する。

ある対象の性質や分布が方向に依存しないときそれは等方的（とうほうてき、isotropic）であるといい、一方で、方向に依存するときは異方的（いほうてき、anisotropic）であるという。別な表現では、ある対象の性質や分布が回転により変化しないとき等方的であり、回転により変化するとき異方的である。対象が等方的か異方的かは、対象の等方性（isotropy）もしくは異方性（anisotropy）の有無として表現する場合もある。

## 例
- 水やガラスは、光学的性質に関して向きによらないので等方的であるが、液晶や結晶は向きによって異なる偏光応答をするので異方的である。
- 地上の重力場は、下向きに引力が働いているので異方的である。ただし地球を中心に全体を見た場合、系を回転しても重力場はほぼ同じであるので、等方的と見ることができる。
- 木材は縦方向、年輪に垂直な方向、年輪の接線方向に関して強度などの性質が異なるので異方的な材料である。
- 空間（真空）は、本質的には、回転に関して物理法則が不変であるので等方的である。ただし、そこに何らかの物体があると、その場は異方的になる場合がある。
- 地震波速度異方性